# ميلفيل والاس
ميلفيل والاس (بالإنجليزية: Melville Wallace)‏ هو لاعب رماية جنوب أفريقي، ولد في 22 ديسمبر 1887 في غراهامستاون ‏ في جنوب أفريقيا، وتوفي في 1 سبتمبر 1943.

## وصلات خارجية
- ميلفيل والاس على موقع أوليمبيديا (الإنجليزية)